# Rhyncholaelia
Rhyncholaelia  (лат.) — род многолетних травянистых растений подтрибы Laeliinae трибы Epidendreae, подсемейства Эпидендровые, семейства Орхидные. 
Аббревиатура родового названия — Rl.

## Виды
Список видов по данным The Plant List:
- Rhyncholaelia digbyana (Lindl.) Schltr.
- Rhyncholaelia glauca (Lindl.) Schltr.